# Louis de Châtillon
Louis de Châtillon, né à Sainte-Menehould en 1639 et mort à Paris en 1734, est un peintre sur émail et à gouache et un graveur sur cuivre français.

## Biographie
Châtillon fit divers portraits en émail pour Louis XIV et grava les Parques filant la destinée de Marie de Médicis, d’après Rubens, une  partie des conquêtes de Louis XIV, d’après Sébastien Leclerc.
Également dessinateur de l’Académie des sciences. Il eut Jean-Baptiste Massé comme élève.
Il aida Nicolas Robert à la gravure de son Recueil des vélins.
Décédé en avril 1734, à l'âge d'environ 95 ans, il fut inhumé en l'église Saint-Germain-l'Auxerrois.

## Œuvres

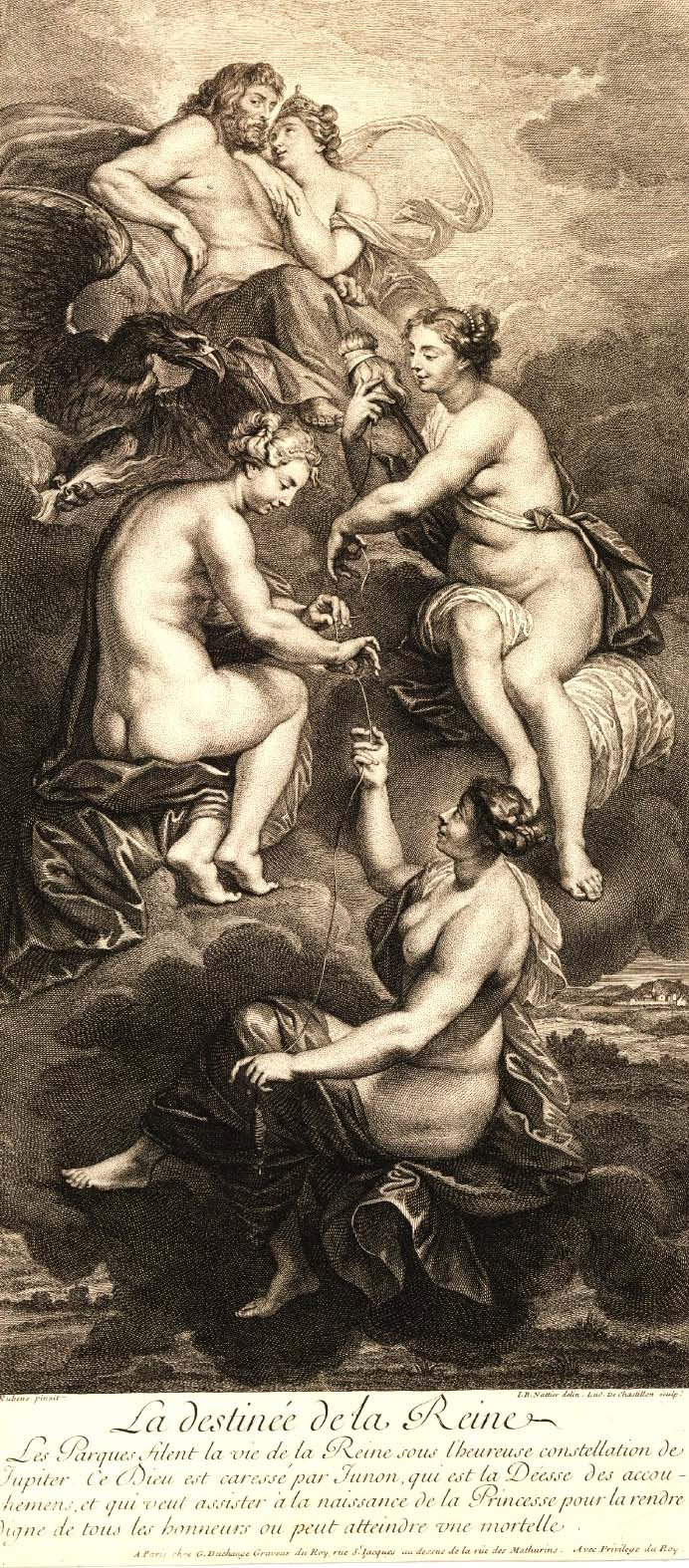
La Destinée de Marie de Médicis

- La Destinée de Marie de Médicis[1] : les trois Parques assises sur des nuages filent la vie de la reine sous le regard de Jupiter et de Junon situés au sommet de la composition. Cette gravure a été réalisée par Châtillon d'après un dessin de Jean-Baptiste Nattier et une toile de Peter Paul Rubens. Elle fait partie d'un ensemble de gravures reproduisant le Cycle de Marie de Médicis dont Henri IV délibérant de son futur mariage[2], d'après Jean-Marc Nattier et Peter Paul Rubens, Le Débarquement de la reine au port de Marseille par Gaspard Duchange, Le Voyage de la reine au Pont de Cé par Charles Simonneau, etc.
- Les Grandes conquêtes du roi : en 1686 le Cabinet du roi (Louis XIV) confie à Sébastien Leclerc le soin de réaliser dans une présentation uniforme les grandes conquêtes du roi qui feront l'objet de vingt-huit planches. Pour satisfaire la demande d'une présentation uniforme, Leclerc dessine et grave à l'eau-forte et au burin deux cadres types comportant chacun trois vides découpés à savoir un petit cartel en haut destiné à recevoir un plan de la ville, un grand cadre au milieu pour la vue du siège de la ville ou de la bataille et enfin en bas un petit cartel où seront inscrits les textes explicatifs de la scène représentée. Le premier cadre type dont le cartel inférieur est rectangulaire sera utilisé vingt fois, tandis que le second dont le cartel est oval ne le sera que huit fois. Les cuivres de ces deux cadres sont signés Le Clerc f. Les cuivres des sujets sont au nombre de vingt-huit dont treize réalisés par Sébastien Leclerc et quinze par Louis de Châtillon qui signe Lud. de Chastillon fecit (Lud. abréviation de Ludovic c'est-à-dire Louis). L'estampe est donc réalisée par la superposition de deux cuivres, l'un pour le cadre et l'autre pour les sujets. Les gravures réalisées par de Châtillon, hormis le cadre, sont les suivantes :
  - Rhinberg[3]
  - Orsoy[4]
  - Fribourg[5]
  - Saint-Omer[6]
  - Cambray[7]
  - Aire[8]
  - Burick[9]
  - La Prise de l'ouvrage à corne de Mastrich[10]
  - Utrecht[11]
  - Salins[12]
  - Citadelle d'Ypres[13]
  - Dinant[14]

Les Grandes conquêtes du roi
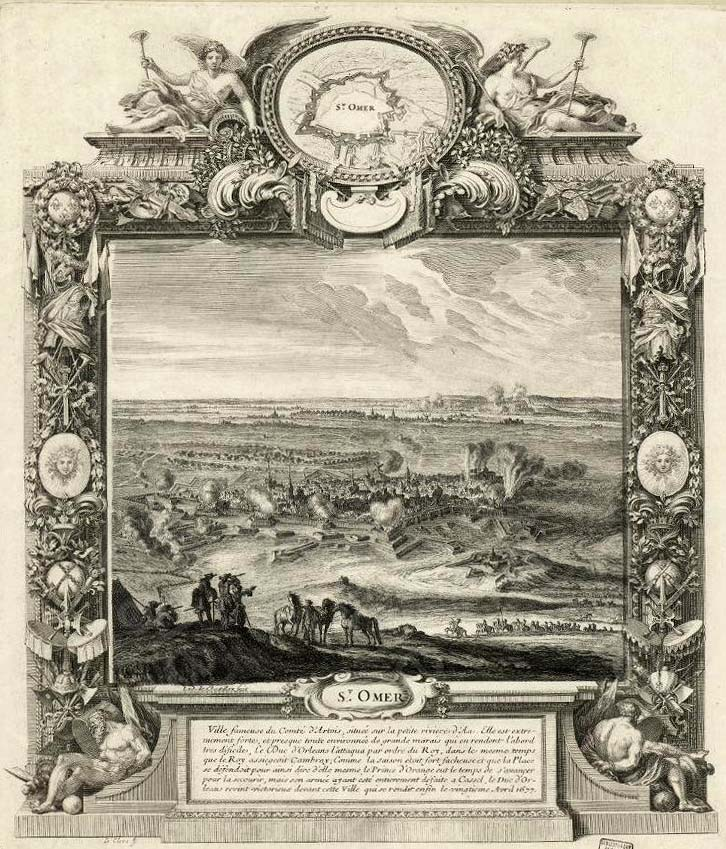
Saint-Omer
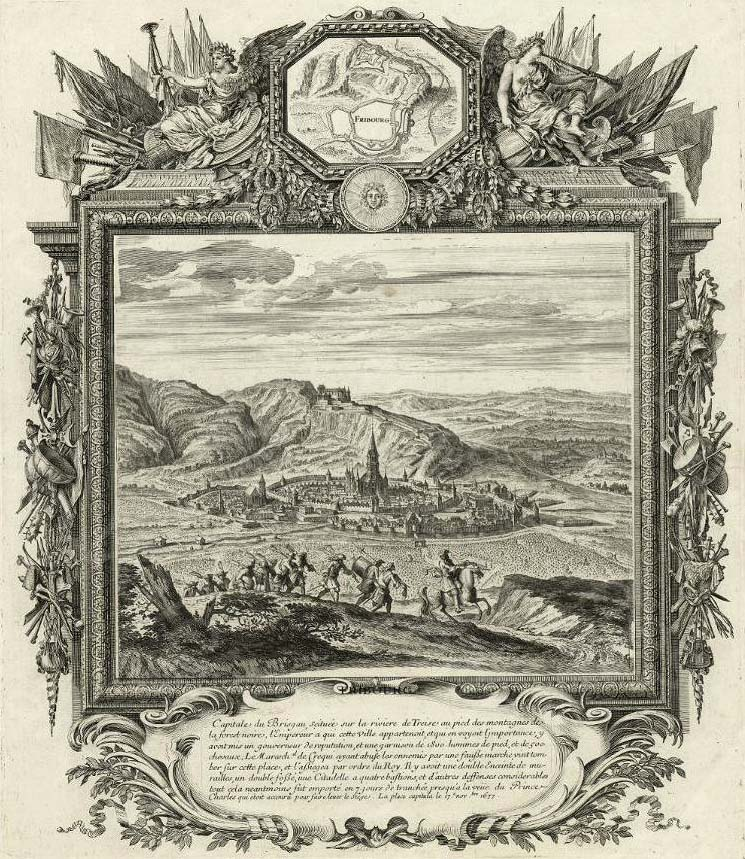
Fribourg
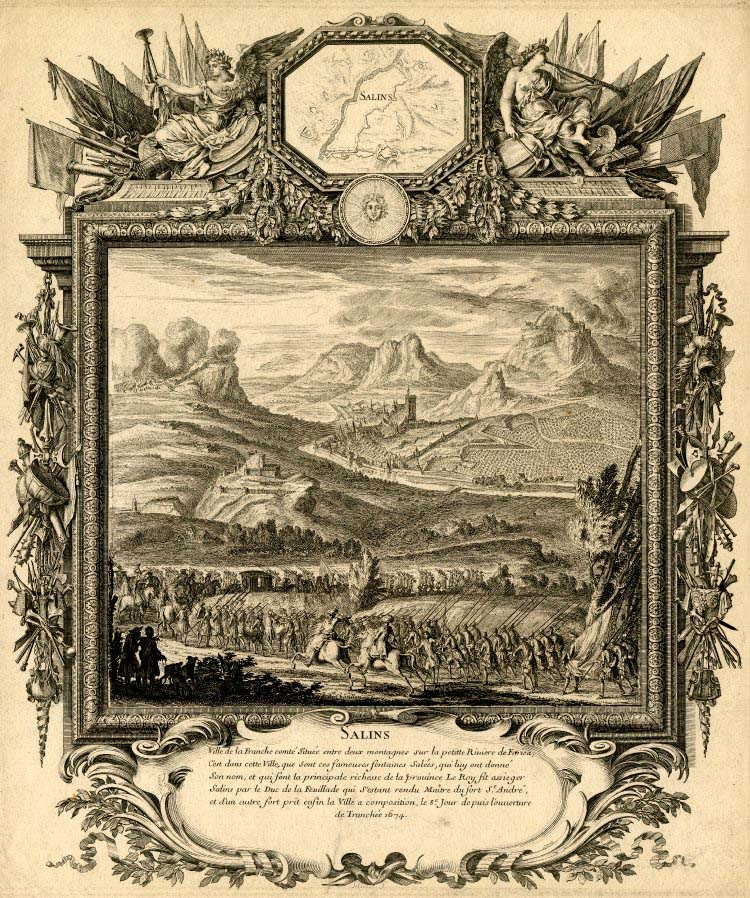
Salins
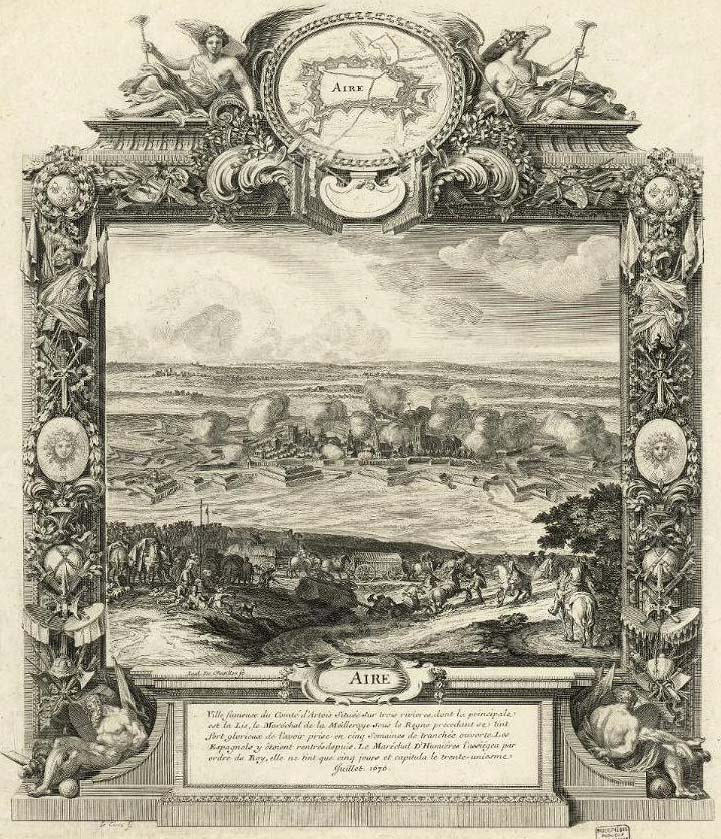
Aire
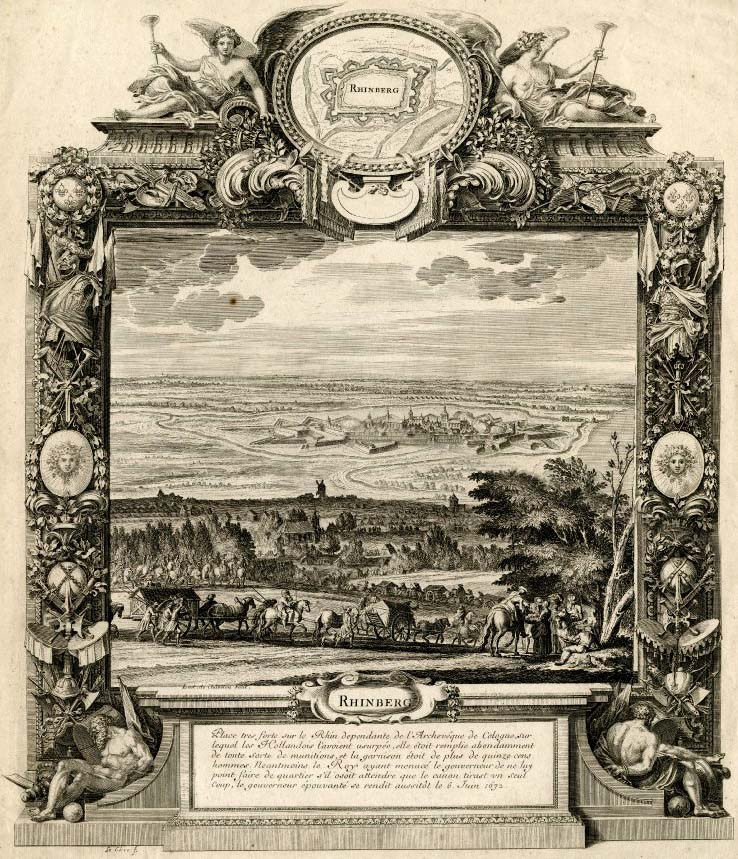
Rhinberg

- Divers dessins de décoration de pavillons : douze gravures à l'eau-forte d'après des dessins réalisés par Charles Le Brun[15].
- Histoire naturelle des plantes : Claude Perrault, docteur en médecine à Paris et un des premiers membres de l’Académie royale des sciences, propose en janvier 1667 que l'Académie publie une histoire naturelle des plantes. Samuel Cottereau du Clos est désigné directeur du projet. La tâche est immense et Denis Dodart, médecin et botaniste qui entre à l'Académie en 1673, donne une impulsion nouvelle au projet et publie un premier rapport intitulé Mémoires pour servir à l'histoire des plantes. Les académiciens poursuivent le projet qui ne sera pas mené à son terme et dont il ne reste que 319 planches in-folio gravées à l'eau-forte par Nicolas Robert, Abraham Bosse et Louis de Châtillon. En 1767 les 319 cuivres de cette histoire des plantes sont transférés de l'imprimerie royale à la bibliothèque du roi. Ils sont désormais conservés à la chalcographie du Louvre. Louis de Châtillon produit 114 de ces planches dont 40 où il réalise dessin et gravure et 74 où il grave un dessin de Nicolas Robert[16].

Histoire des plantes
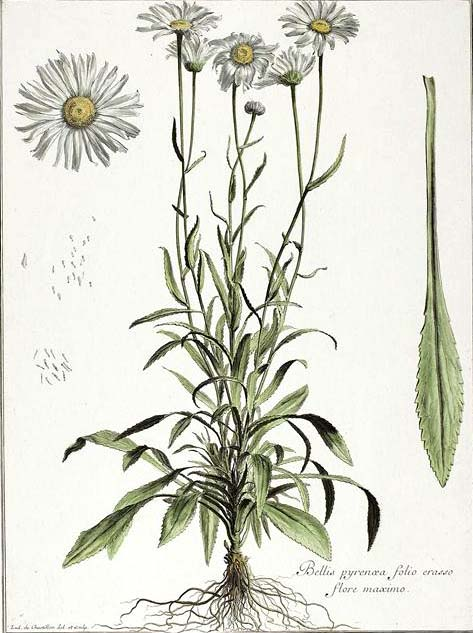
Marguerite
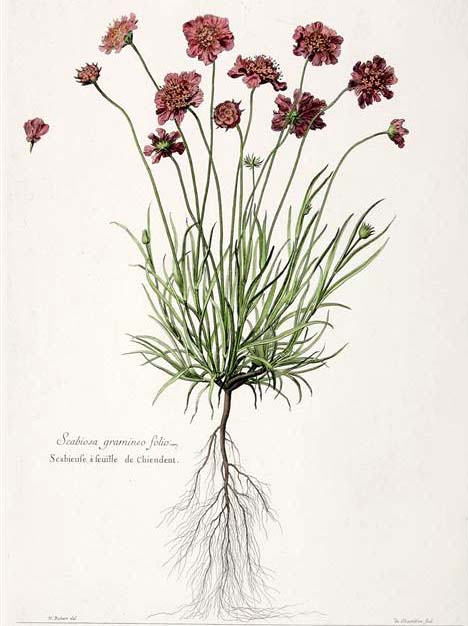
Scabieuse
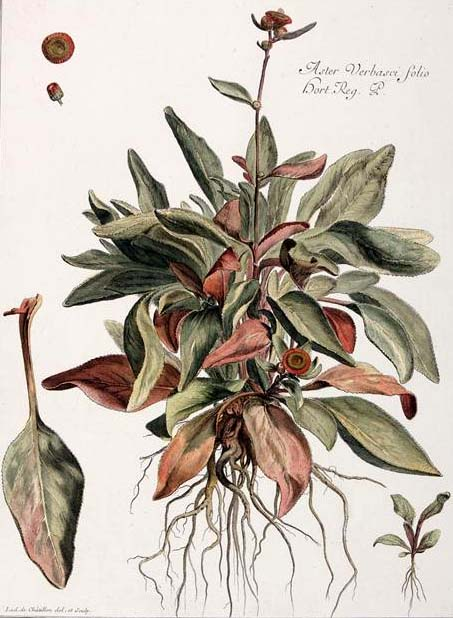
Aster
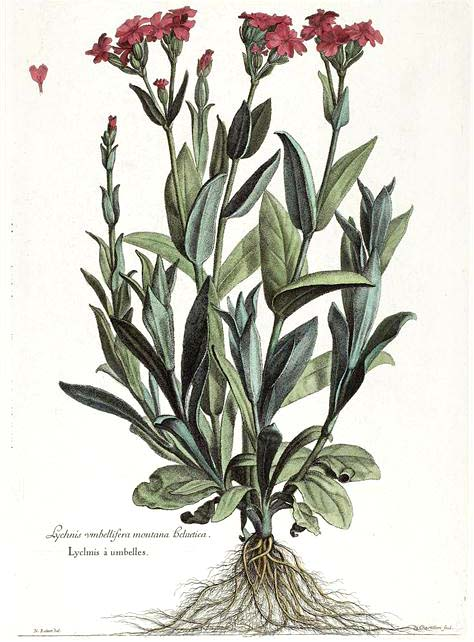
Lychnis
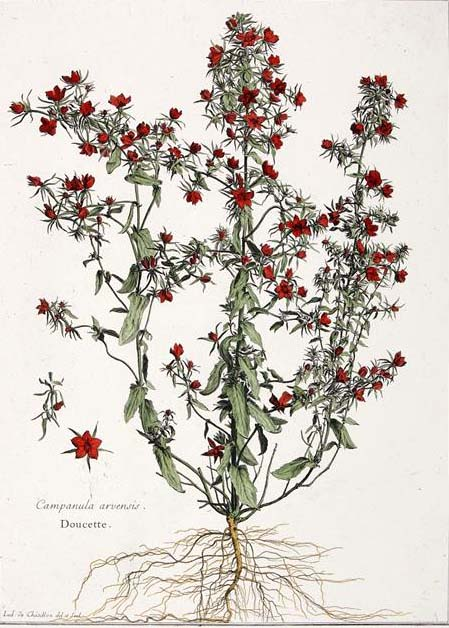
Campanule